# Вадский сельсовет
Вадский сельсовет — сельское поселение в Вадском районе Нижегородской области Российской Федерации.
Административный центр — село Вад.

## История
Статус и границы сельского поселения установлены Законом Нижегородской области от 15 июня 2004 года № 60-З «О наделении муниципальных образований - городов, рабочих посёлков и сельсоветов Нижегородской области статусом городского, сельского поселения».

## Население
| 2002  | 2010  | 2012  | 2013  | 2014  | 2015  | 2016  |
| ----- | ----- | ----- | ----- | ----- | ----- | ----- |
| 7435  | ↗7445 | ↘7296 | ↘7188 | ↗7209 | ↘7086 | ↘7044 |
| 2017  | 2018  | 2019  | 2020  |       |       |       |
| ↘6975 | ↘6896 | ↘6746 | ↗6778 |       |       |       |

## Состав сельского поселения
| № | Населённый пункт     | Тип населённого пункта       | Население |
| - | -------------------- | ---------------------------- | --------- |
| 1 | Болтино              | деревня                      | ↗223      |
| 2 | санатория Бобыльский | посёлок                      | →97       |
| 3 | Вад                  | село, административный центр | ↘6676     |
| 4 | Ивашкино             | село                         | ↗212      |
| 5 | Троицкое 1-е         | село                         | ↘127      |
| 6 | Троицкое 2-е         | село                         | ↗88       |